# Steam Deck
Steam Deck — портативная игровая система, разработанная компанией Valve, для игр, выпущенных на PC-совместимые ПК. Поступила в продажу в США и странах Европейского Союза 25 февраля 2022 года.

## История
Первым шагом Valve в области аппаратного обеспечения стали Steam Machines — компьютерная спецификация на базе SteamOS, которую мог использовать любой производитель компьютеров для создания систем, оптимизированных для запуска Steam и игр c этой платформы. Представленные в 2015 году Steam Machines продавались не очень хорошо, и Valve свернула это направление в апреле 2018 года, хотя и подтвердила намерение создать некоторую открытую аппаратную платформу в будущем. Дизайнер Steam Deck Стив Далтон сказал: «Со Steam Machines имела место классическая проблема курицы и яйца», поскольку для того, чтобы привлечь производителей к выпуску устройств, требовалось принятие Linux как геймерами, так и игровыми разработчиками. Малое количество игр, доступных на Linux в течение срока службы Steam Machines, заставило Valve вложить средства в разработку Proton — слоя совместимости, позволяющего запускать большинство приложений и игр для Windows на Linux.
В концепцию Steam Deck вошли и другие элементы линейки Steam Machines. Steam Controller был разработан компанией Valve одновременно со Steam Machines. Некоторые из ранних прототипов контроллера включали небольшой ЖК-дисплей в центре контроллера, который можно было настроить как второй экран для отображения дополнительной информации во время игры. Предлагалось сделать Steam Link частью Steam Controller, чтобы он мог удалённо отображать игровой контент с компьютера под управлением Steam. Впоследствии Valve сочла это очень ранней концепцией Steam Deck. Неудачный опыт Steam Machines привёл Valve к пониманию того, что лучше разрабатывать игровое оборудование внутри компании.
Когда Valve рассматривала варианты вывода портативного устройства на рынок, предполагалось, что устройство должно быть способно воспроизводить почти всю библиотеку игр Steam. Хотя архитектура ARM является более оптимальной при использовании в портативных устройствах, было принято решение не отходить от x86 из-за более простой поддержки уже существующих игр для PC. Только благодаря сотрудничеству с AMD Valve удалось найти подход к созданию портативного устройства, способного запускать все игры Steam без чрезмерной нагрузки на процессор. Несмотря на скромные технические характеристики по сравнению с высокобюджетными игровыми ПК, производительность Steam Deck будет приемлемой в течение многих лет, в том числе благодаря поддержке таких технологий, как FidelityFX Super Resolution (FSR). В качестве операционной системы консоли Valve использовала собственный дистрибутив Linux SteamOS (на базе Arch Linux), оптимизированный под спецификации портативного устройства, поверх которого запускается Linux-клиент Steam, также учитывающий работу в портативном режиме.
Генеральный директор Valve Гейб Ньюэлл сказал о подходе Steam Deck: «Как геймер, я всегда мечтал о таком продукте. А как разработчик игр, это мобильное устройство, которое я всегда хотел для наших партнёров». Открытость системы также была ключевой особенностью, по мнению Ньюэлла, поскольку это определяющая «суперсила» персональных компьютеров по сравнению с типичными приставками. Ньюэлл не хотел ограничивать пользователя — например, запрещать устанавливать на устройство альтернативное программное обеспечение, не привязанное к Steam.

### Анонс
Слухи о том, что Valve работает над портативным игровым устройством, появились в мае 2021 года и были основаны на обновлениях в коде Steam, указывающих на новое устройство «SteamPal», и комментариях генерального директора Valve Гейба Ньюэлла о том, что компания разрабатывает игры для консолей. Ars Technica смогла подтвердить, что Valve работает над новыми устройствами.
Valve представила Steam Deck 15 июля 2021 года и открыла предварительные заказы. В феврале 2022 года Steam Deck стал доступен в США, Канаде, Европейском Союзе и Великобритании. Предварительные заказы были доступны только тем пользователям, чьи аккаунты Steam были созданы до июня 2021 года, чтобы не допустить спекуляции и обеспечить доступ к предзаказам простым пользователям. Однако ажиотажный спрос, а также дефицит поставок чипов привёли к тому, что поставки консоли по оплаченным предзаказам растянулись на год вперёд. Первые покупатели смогли получить свои консоли лишь в феврале 2022 года.
По словам Гейба Ньюэлла, Valve хотели вести «очень агрессивную» стратегию выпуска и ценообразования, поскольку рассматривали мобильный рынок как основного конкурента для Steam Deck. Однако основное внимание они уделяли производительности устройства; Ньюэлл заявил: «Но на первом месте была производительность и игровой опыт, [это] было самым большим и фундаментальным ограничением, которое двигало нами». Ньюэлл признал, что базовая цена была несколько выше ожидаемой и «болезненной», но необходимой для удовлетворения ожиданий геймеров, которые захотят приобрести Steam Deck. По его мнению, это новая категория продуктов в ПК, в которой Valve и другие производители компьютеров будут участвовать, если Steam Deck окажется успешным, и поэтому необходимо сохранить разумную цену устройства, чтобы продемонстрировать его жизнеспособность.
В сентябре 2021 года разработчики получили девкиты Steam Deck.

### Выпуск
Устройство было выпущено 25 февраля 2022 года. Для запланированного выпуска в азиатских регионах Valve сотрудничала с компанией Komodo, чтобы помочь с местным производством, локализацией и поддержкой дистрибуции.

## Аппаратное обеспечение
Steam Deck включает в себя гибридный процессор, созданный компанией AMD на базе архитектур Zen 2 и RDNA 2. Центральный процессор работает на четырёх ядрах и восьми потоках, а графический процессор — на восьми вычислительных блоках с общей расчётной производительностью 1,6 TFLOPS. И CPU, и GPU используют переменные частоты синхронизации, при этом CPU работает на частоте от 2,4 до 3,5 ГГц, а GPU — от 1,0 до 1,6 ГГц в зависимости от текущих потребностей процессора. Консоль также имеет 16 ГБ оперативной памяти LPDDR5.
Общедоступная ревизия устройства поставляется в трёх моделях, основным отличием которых является тип и объём встроенного накопителя. Базовая модель включает 64 Гб встроенного накопителя eMMC; две другие модели имеют 256 и 512 Гб NVMe SSD. Дополнительное пространство для хранения данных доступно через слот для карт microSD, который также поддерживает форматы microSDXC и microSDHC.
Основная часть Steam Deck разработана для портативного использования. Она включает сенсорный ЖК-дисплей с диагональю 7 дюймов и с разрешением 1280x800 пикселей, который работает в исходном разрешении 720p, и оснащена двумя джойстиками, клавишами направления, кнопками ABXY, двумя плечевыми кнопками с каждой стороны устройства, четырьмя дополнительными кнопками на задней панели устройства, а также двумя тачпадами под каждым джойстиком. Джойстики и тачпады используют ёмкостные датчики. Устройство дополнительно включает гироскоп. Steam Deck также поддерживает тактильную обратную связь.
Консоль поддерживает Bluetooth-соединение для устройств ввода и технологию Wi-Fi для соответствия стандартам IEEE 802.11a/b/g/n/ac. Консоль также поддерживает стереозвук через цифровой сигнальный процессор и включает в себя как встроенный микрофон, так и разъём для наушников.
Steam Deck также имеет аккумулятор ёмкостью 40 ватт-час, которого, по оценкам Valve, для «лёгких случаев использования, таких как потоковая передача игр, небольшие 2D-игры или веб-сёрфинг», может хватить на семь-восемь часов игры. В более интенсивных 3D-играх при сохранении частоты кадров около 30 кадров в секунду батарея может работать от шести до семи часов.
Первоначально Steam Deck доступен в чёрном исполнении корпуса, чтобы снизить сложность производства, хотя в будущем Valve может рассмотреть возможность введения других цветов корпуса или тем.
Для консоли также доступна док-станция, приобретаемая отдельно. Док-станция может быть подключена к внешнему источнику питания для питания консоли и к внешнему монитору через протоколы HDMI или DisplayPort для вывода изображения со Steam Deck на монитор. Несмотря на то, что скорость процессора ограничена, вывод изображения с консоли через док-станцию может достигать разрешения 8K при 60 Гц или 4K при 120 Гц. Док-станция также оснащена разъёмом Ethernet и портами USB для других периферийных устройств. Steam Deck также может работать с любой док-станцией стороннего производителя, которая поддерживает подобный тип сопряжения.

## Программное обеспечение

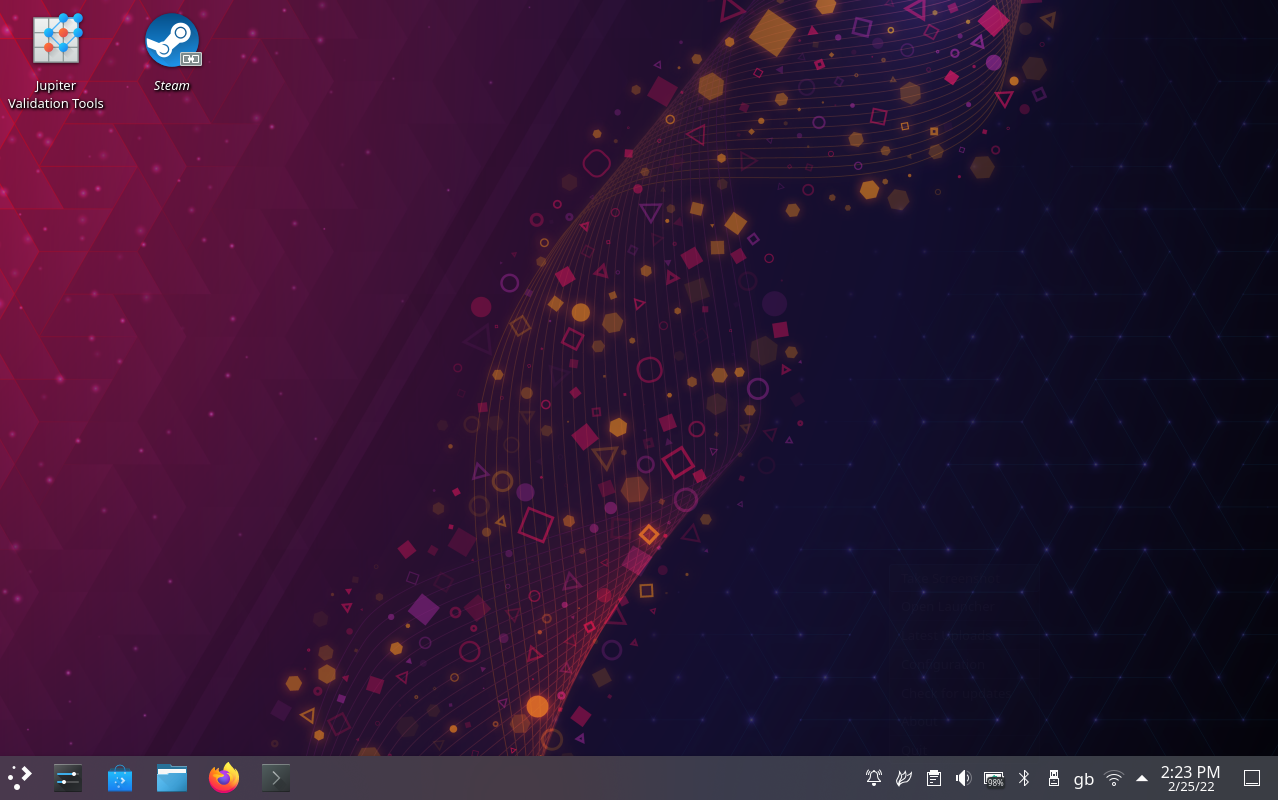
Снимок экрана SteamOS в режиме рабочего стола (используется KDE Plasma 5.23)

Steam Deck использует оптимизированную для мобильного использования версию SteamOS 3.0 на базе Arch Linux, которая включает поддержку Proton — слоя совместимости, позволяющего играть в большинство игр Microsoft Windows на операционной системе на базе Linux. Хотя консоль предназначена для игр на базе Steam, на неё можно установить ПО сторонних производителей, например, альтернативные магазины, такие как Epic Games Store, Battle.net или EA Play. Пользователь может также заменить SteamOS на другую операционную систему.
Программное обеспечение Steam Deck будет поддерживать функции Steam Remote Play, позволяя пользователю связать свою консоль с локальным компьютером, на котором запущен Steam, и транслировать игру, запущенную на этом компьютере, на Steam Deck.
В марте 2023 года Steam Deck получил новую бета-версию прошивки, в которой графический драйвер Mesa обновился до версии 23.1. Это обновление привнесло в консоль поддержку трассировки лучей — в данной версии она была добавлена в DOOM Eternal.

## Реакция

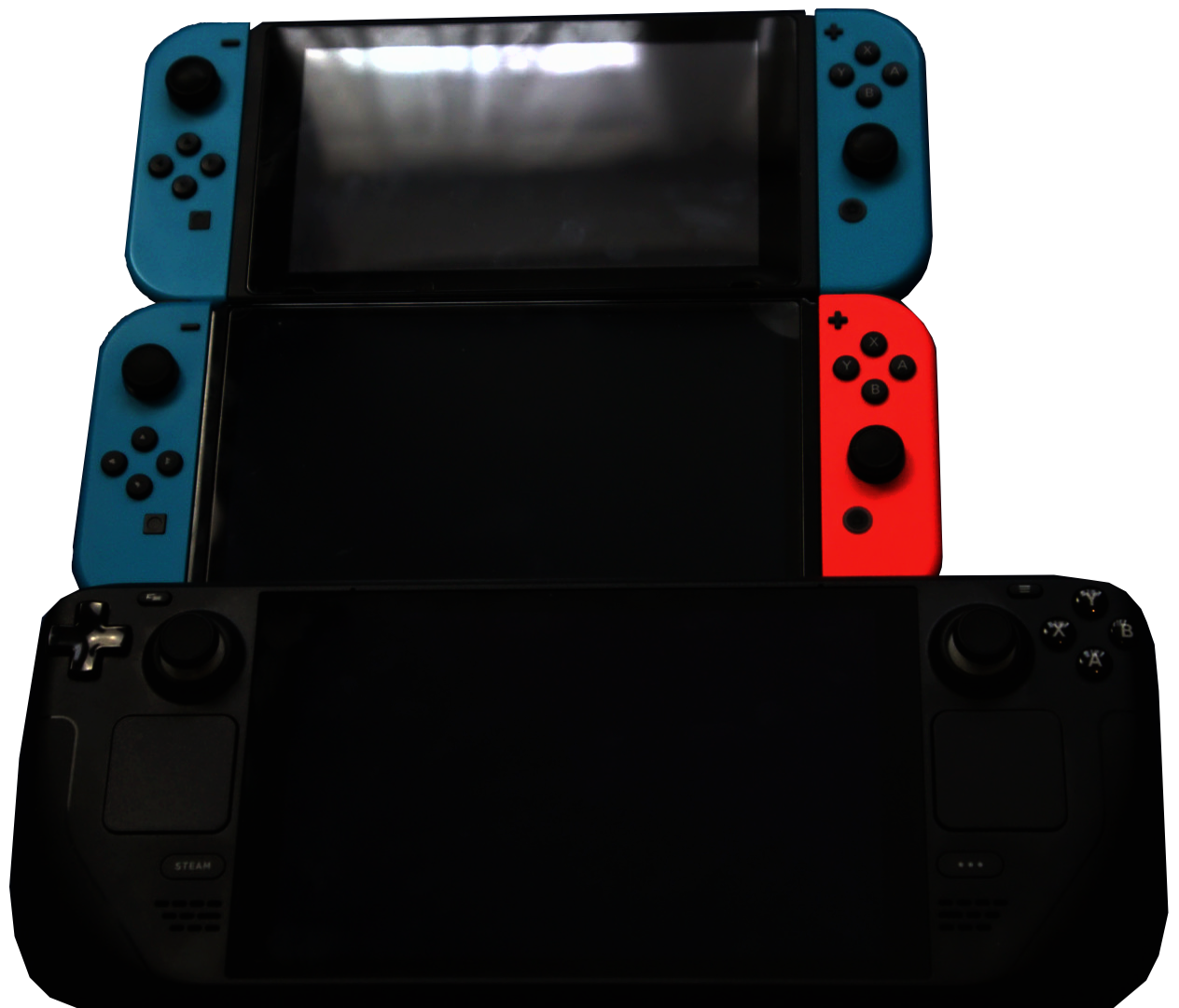
Сравнение размеров Nintendo Switch, Nintendo Switch OLED и Steam Deck

Первоначальная реакция на анонс Steam Deck была положительной. Тим Суини из Epic Games и Фил Спенсер из Xbox Game Studios похвалили Valve за Steam Deck.
Многие издания сравнили устройство Valve с Nintendo Switch — общепризнанной первой настоящей гибридной консолью. Valve заявила, что при разработке Steam Deck не опиралась на опыт Nintendo, и лишь по стечению обстоятельств получила устройство, похожее по функциям на Switch. Издание The Verge заявило, что в целом Steam Deck является более мощным устройством по сравнению со Switch, но за эту мощность приходится платить временем автономной работы, которое у Switch больше. Кроме того, The Verge признал, что технические характеристики Steam Deck более сопоставимы с мощностью консолей восьмого поколения, таких как Xbox One и PlayStation 4, хотя он и использует более современные архитектуры. Издание Kotaku заявило, что, хотя Deck и Switch концептуально схожи, они не являются прямыми конкурентами: Switch нацелена на широкую аудиторию, а Deck ориентирована на более «хардкорных» геймеров. Хотя Steam Deck может мощнее, разработчики не всегда могут получить низкоуровневый доступ к CPU/GPU, когда это возможно при работе со Switch. В то время как игры для Switch могут быть максимально оптимизированы для этой консоли, оптимизация игр для Deck, по мнению Digital Foundry, может быть затруднена, что ещё больше усиливает конкуренцию между двумя системами.